# Jarabacoa
Jarabacoa es un municipio de la República Dominicana, que está situado en la provincia de La Vega.

## Historia
Jarabacoa había sido un territorio habitado por la población nativa de la isla. Estos pobladores taínos le llamaron con ese nombre. Durante la conquista de la isla los españoles se hicieron presentes en su búsqueda de oro aunque luego abandonaron la zona. A principios del siglo XIX se verificó un proceso de población masiva como consecuencia de las primeras invasiones haitianas sobre la parte española de la Isla, a saber, la de François Dominique Toussaint-Louverture, en 1801 y la Jean-Jacques Dessalines, en 1805. Al ser incendiada y destruida La Vega por Dessalines, en 1805, muchos de sus habitantes se refugiaron en las montañas de Jarabacoa en donde posteriormente se quedaron a vivir. 
El 27 de septiembre de 1858 Jarabacoa empezó su vida como municipio, categoría obtenida después de una trayectoria que venía desde principio del siglo XIX. 
Durante la ocupación haitiana (1822-1844) continuó la emigración a Jarabacoa y aumentó durante las guerras de Independencia. Muchos habitantes del sur se establecieron aquí. 
En 1854 Jarabacoa fue erigido como puesto militar en virtud de su posición estratégica en la comunicación entre el Cibao y el Sur. Contaba a la sazón con una población de 2000 habitantes y muchos de sus hombres se destacaron como soldados brillantes en las gestas de consolidación de la independencia. Tales son los casos del general José Durán y el también general Norberto Tiburcio.
Cuatro años más tarde, Jarabacoa fue elevada a la categoría de Común mediante un decreto del Presidente Pedro Santana, el 27 de septiembre de 1858.
El 24 de marzo de 1861 se produjo el pronunciamiento de la Común de Jarabacoa. José Durán, general de brigada y comandante de armas de dicha Común, acompañado de los empleados civiles, militares y diversas personas del lugar, recibió del "Señor Libertador Presidente de la República Caballero Gran Cruz de la Orden Americana de Isabel la Católica" D. Pedro Santana, la orden del gobernador de la provincia para la celebración de la adhesión de la República como provincia de la corona en la persona de Isabel II de España.
Mediante Real Orden del Ministerio de la Guerra español con fecha 26 de junio de 1862 se creó la Comandancia Militar de Jarabacoa, en el breve tiempo que Santo Domingo volvió a depender de España.

## Etimología
El nombre del municipio se compone de las palabras Jaraba y Coa, lo cual se supone conlleva el aproximado significado de Tierra de Fuentes de Agua.

## Localización
La población se encuentra a 2 horas y media de Santo Domingo a velocidad promedio, en un recorrido de 130 km por la Autopista Duarte, y 21 km por la carretera Federico Basilis.

## Geografía
Ubicado en el mismo centro de la cordillera central, Jarabacoa se levanta en una altiplanicie de 525 m s. n. m.
Tres son los principales ríos que pasan por Jarabacoa: El Yaque del Norte, el Jimenoa y el Baiguate. El municipio posee también tres impresionantes saltos de agua: el Salto de Jimenoa 1, Salto de Jimenoa 2 y el Salto Baiguate, y constituye la vía de acceso principal hacia el Pico Duarte (el más grande de las Antillas con 3175 m s. n. m.).

## Límites
Municipios limítrofes:
|                                       | Norte: La Vega y Jánico |                       |
| Oeste: Jánico y San José de Las Matas |                         | Este: La Vega y Bonao |
|                                       | Sur: Constanza          |                       |

## Distritos municipales
Está formado por los distritos municipales de:
| Nombre      | Código   |
| ----------- | -------- |
| Jarabacoa   | 02130301 |
| Buena Vista | 02130302 |
| Manabao     | 02130303 |

## Evolución demográfica
| 1900 | 1910 | 1920  | 1930 | 1940 | 1950 | 1960 | 1970 | 1980 | 1990 | 2000 | 2005   |
| ---- | ---- | ----- | ---- | ---- | ---- | ---- | ---- | ---- | ---- | ---- | ------ |
|      |      | 3.022 |      |      |      |      |      |      |      |      | 40.000 |

## Clima
Esta localidad presenta un clima tropical lluvioso; aunque está atenuado debido a su altitud, unos 500 metros sobre el nivel del mar.
Presenta una temperatura promedio anual de 22 °C (72 °F) y lluvias abundantes durante casi todo el año.
Las temperaturas presentan poca variación, pero en general entre marzo y noviembre las madrugadas y las mañanas son agradables, las tardes son calurosas y las noches templadas; en tanto que entre diciembre y febrero las madrugadas y las mañanas son frescas o ligeramente frías, las tardes son templadas y las noches agradables.
La temperatura mínima más baja desde que se llevan registros ha sido de 7,1 °C en el 24 de febrero de 2012 al superarse el registro extremo de 7,5 °C del 7 de febrero de 1979.
| Parámetros climáticos promedio de Jarabacoa           | Parámetros climáticos promedio de Jarabacoa | Parámetros climáticos promedio de Jarabacoa | Parámetros climáticos promedio de Jarabacoa | Parámetros climáticos promedio de Jarabacoa | Parámetros climáticos promedio de Jarabacoa | Parámetros climáticos promedio de Jarabacoa | Parámetros climáticos promedio de Jarabacoa | Parámetros climáticos promedio de Jarabacoa | Parámetros climáticos promedio de Jarabacoa | Parámetros climáticos promedio de Jarabacoa | Parámetros climáticos promedio de Jarabacoa | Parámetros climáticos promedio de Jarabacoa | Parámetros climáticos promedio de Jarabacoa |
| Mes                                                   | Ene.                                        | Feb.                                        | Mar.                                        | Abr.                                        | May.                                        | Jun.                                        | Jul.                                        | Ago.                                        | Sep.                                        | Oct.                                        | Nov.                                        | Dic.                                        | Anual                                       |
| ----------------------------------------------------- | ------------------------------------------- | ------------------------------------------- | ------------------------------------------- | ------------------------------------------- | ------------------------------------------- | ------------------------------------------- | ------------------------------------------- | ------------------------------------------- | ------------------------------------------- | ------------------------------------------- | ------------------------------------------- | ------------------------------------------- | ------------------------------------------- |
| Temp. máx. abs. (°C)                                  | 34.4                                        | 36.1                                        | 35.6                                        | 34.4                                        | 35.0                                        | 37.8                                        | 38.3                                        | 36.0                                        | 36.0                                        | 34.0                                        | 33.0                                        | 30.0                                        | 38.3                                        |
| Temp. máx. media (°C)                                 | 25.4                                        | 26.0                                        | 27.0                                        | 27.6                                        | 28.3                                        | 29.8                                        | 29.9                                        | 30.0                                        | 29.8                                        | 29.0                                        | 26.8                                        | 25.3                                        | 27.9                                        |
| Temp. media (°C)                                      | 20.0                                        | 20.5                                        | 21.3                                        | 22.1                                        | 23.0                                        | 23.9                                        | 24.0                                        | 24.1                                        | 23.9                                        | 23.4                                        | 22.0                                        | 20.5                                        | 22.4                                        |
| Temp. mín. media (°C)                                 | 14.6                                        | 14.9                                        | 15.6                                        | 16.6                                        | 17.6                                        | 17.9                                        | 18.1                                        | 18.2                                        | 17.9                                        | 17.7                                        | 17.0                                        | 15.6                                        | 16.8                                        |
| Lluvias (mm)                                          | 130.6                                       | 110.8                                       | 112.3                                       | 163.3                                       | 210.7                                       | 88.4                                        | 89.4                                        | 155.5                                       | 137.2                                       | 158.6                                       | 194.2                                       | 153.9                                       | 1704.9                                      |
| Días de lluvias (≥ 1 mm)                              | 11                                          |                                             |                                             |                                             | 14                                          | 7                                           | 8                                           | 9                                           | 10                                          | 13                                          |                                             |                                             | 72                                          |
| Fuente n.º 1: National Bureau of Meteorology (ONAMET) |                                             |                                             |                                             |                                             |                                             |                                             |                                             |                                             |                                             |                                             |                                             |                                             |                                             |
| Fuente n.º 2: Acqweather.com                          |                                             |                                             |                                             |                                             |                                             |                                             |                                             |                                             |                                             |                                             |                                             |                                             |                                             |

## Economía
El índice de desempleo es muy alto a pesar de las instalaciones de jardines y de granjas agrícolas y es bueno destacar que el seguro social de los trabajadores no llena su cometido. 
El déficit habitacional es amplio como consecuencia del aumento poblacional, el turismo, la migración del campesino y la falta de recursos que demanda la población.
A esto podemos agregar que en el año 1998 se inició la implementación de proyectos urbanísticos ecológicos, combinando el atractivo natural, paisajismo y la concienciación por el medio ambiente. 

### Agricultura
Una gran parte de la economía del municipio está basada en la agricultura. 
Existen plantaciones de fresas que se venden en el país y en partes son exportadas.
Las tierras del municipio son de alta y variada productividad y cuentan con una producción de hortalizas a gran escala: lechugas, tomates, berenjenas, zanahorias, remolachas, tayota, berro y repollo, etc, que se utilizan para el consumo interno y para la exportación.
Existen también viveros forestales, ornamentales y frutales, así como producción de café procesado en factorías de alta tecnología. 

### Ganadería
También podemos mencionar la ganadería (ganado vacuno y porcino) y la avicultura, como parte de su economía.

### Turismo
El municipio ha tenido en los últimos años un gran desarrollo turístico. Es una región que ofrece como atractivos el turismo ecológico y de aventura.
El municipio se destaca como uno de los pueblos con menor contaminación y mejor calidad del aire en todo el territorio nacional, además de ser uno de los lugares más seguros y con menor índice de criminalidad en la República Dominicana.
Jarabacoa es conocida por su clima fresco, montañas y ríos, lo que la convierte en un destino ideal para el ecoturismo y deportes de aventura como rafting, senderismo y parapente.

### Otros
Existen 5 envasadoras de gas en el municipio.
También hay cierta variedad de fábricas, que construyen blocks, mosaicos, ladrillos y pantalones.

## Lugares de interés
- Monasterio de Santa María del Evangelio de Segorbe, de los monjes cistercienses.
- Salto de Jimenoa, Salto del Baiguate, Excursiones al Pico Duarte, Valle de Constanza, y la Reserva Científica de Ébano Verde.
- Puente peatonal de madera sobre el río Jimenoa, impresionante construcción realizada con cuerdas y travesaños de madera, para poder atravesarlo, practicable individualmente por quienes realizan deportes de aventura.

## Medios de comunicación
- Telever Canal 12.
- DiarioJarabacoa.com.
- Intensa 91.9FM.
- Tropicalisima FM.
- JarabacoaTEVE.COM.
- Montaña Fm.
- La Kalle.

## Educación

### Centros Educativos
- Centro Educativo Ayuda al Niño de Jarabacoa (ANIJA).
- Instituto Técnico de Estudios Superiores En Medio Ambiente y Recursos Naturales (Instituto del Ambiente).
- Centro Educativo Dulce María Tiburcio.
- Centro Educativo Hato Viejo.
- Centro Educativo Hatillo.
- Centro Educativo Yerba Buena.
- Centro Educativo de Formación Integral Cristiano.(CEFIC).
- Centro de Arte Thevenin
- Politécnico María Auxiliadora
- Colegio Nuestra Señora de la Altagracia.
- Colegio San José.
- Colegio Timoteo.
- Colegio Experimental Fernando Arturo de Merino (CEFAM).
- Colegio Salesiano Domingo Savio.
- Doulos Discovery School.
- Escuela Belarmino Ramírez.
- Escuela Nieves María Valerio.
- Escuela primaria José Antonio Guzmán Fabián.
- Escuela primaria Manuel Ubaldo Gómez.
- Centro Educativo Ana Graciela Morillo, multigrado.
- Centro Educativo Compadre Pascual, multigrado.
- Jarabacoa Christian School.
- Liceo Luis Ernesto Gómez Uribe.
- Universidad Agroforestal Fernando Arturo de Meriño (UAFAM).

## Parroquias & Iglesias
- Parroquia María Auxiliadora.
- Parroquia Nuestra Señora del Carmen.
- Parroquia Santísimo Sacramento.
- Parroquia San Juan Bosco
- Iglesia De Dios Jarabacoa
- Iglesia De Dios Buena Vista

## Centros de Salud
- Hospital Octavia Gautier de Vidal.
- Obra Social Progreso de los Pueblos.
- Centro Médico Jarabacoa.
- Centro Médico Los Ríos.
- Salud dental.
- Clínica Dental Amigo de los Pobres.